# Colombar de Seimund
Treron seimundi
Espèce
Statut de conservation UICN

 LC  : Préoccupation mineure
Le Colombar de Seimund (Treron seimundi) est une espèce d’oiseaux appartenant à la famille des Columbidae.